# Filusa Chrisochus
Filusa Chrisochus (gr. Φιλούσα Χρυσοχούς) – wieś w Republice Cypryjskiej, w dystrykcie Pafos. W 2011 roku liczyła 31 mieszkańców.